# Паредеш-Секаш
Паредеш-Секаш (порт. Paredes Secas)  —  район (фрегезия) в Португалии,  входит в округ Брага. Является составной частью муниципалитета  Амареш. Находится в составе крупной городской агломерации Большое Минью. По старому административному делению входил в провинцию Минью. Входит в экономико-статистический  субрегион Каваду, который входит в Северный регион. Население составляет 156 человек на 2001 год. Занимает площадь 1,89 км².